# Raffaello Caserta
Raffaello Caserta, född den 15 augusti 1972 i Neapel, Italien, är en italiensk fäktare som tog OS-brons i herrarnas lagtävling i sabel i samband med de olympiska fäktningstävlingarna 1996 i Atlanta.